# Orthoporidra brachyrhyncha
Orthoporidra brachyrhyncha is een mosdiertjessoort uit de familie van de Lekythoporidae. De wetenschappelijke naam van de soort is voor het eerst geldig gepubliceerd in 1985 door Moyano.